# Antão Santos da Cunha
Antão Santos da Cunha ComC • GOC (Braga, 1 de Junho de 1914 - 25 de Fevereiro de 1971), foi um advogado, político e empresário português.

## Biografia
Filho de Sebastião Santos da Cunha e Libânia Fernandes. Era irmão de António Maria Santos da Cunha, Governador Civil do Distrito de Braga.
Licenciado em Direito pela Faculdade de Direito da Universidade de Coimbra em 1936 com média de 16 valores, estagiou num escritório de advogados em Braga. Ingressa no Instituto Nacional de Trabalho e Previdência, sendo delegado no Distrito de Castelo Branco durante três anos. Em 1944 é nomeado Juiz do Tribunal de Trabalho de Vila Real sendo ainda no mesmo ano indicado para Governador Civil do Distrito de Castelo Branco. Em 1946 vai para o Porto como subdirector da Policia Judiciária do Porto, sendo nomeado Governador Civil do Distrito do Porto em 1947. Foi deputado à Assembleia Nacional entre 1949 e 1971.
Foi feito Comendador da Ordem Militar de Cristo a 21 de Junho de 1946 e elevado a Grande-Oficial da mesma Ordem a 14 de Março de 1949, e agraciado com a Cruz de 3.ª Classe com Distintivo Branco da Ordem do Mérito Naval de Espanha a 28 de Fevereiro de 1950.
Entre 1950 e 1968 foi Presidente do Conselho de Administração do Porto de Leixões. Durante o seu mandato, foi decidida e completada a ampliação do Porto, e a construção da ponte móvel. Foi também membro do conselho de administração do Banco Borges e Irmão.
Casou com Isabel Maria Leite Braga Vareta Ramalhete (7 de Janeiro de 1920 - 6 de Setembro de 2006), com descendência.